# Parey-Saint-Césaire
Pour l’article homonyme, voir Parey-sous-Montfort.
Parey-Saint-Césaire est une commune française située dans le département de Meurthe-et-Moselle en région Grand Est.

## Géographie
| Thélod   |                     | Houdelmont  |
| Goviller | Parey-Saint-Césaire |             |
| Vitrey   | Hammeville          | Houdreville |

### Hydrographie
La commune est dans le bassin versant du Rhin au sein du bassin Rhin-Meuse. Elle est drainée par le ruisseau d'Athenay, le ruisseau d'Attigny, le ruisseau de Large Fontaine et le ruisseau de Rouau,.

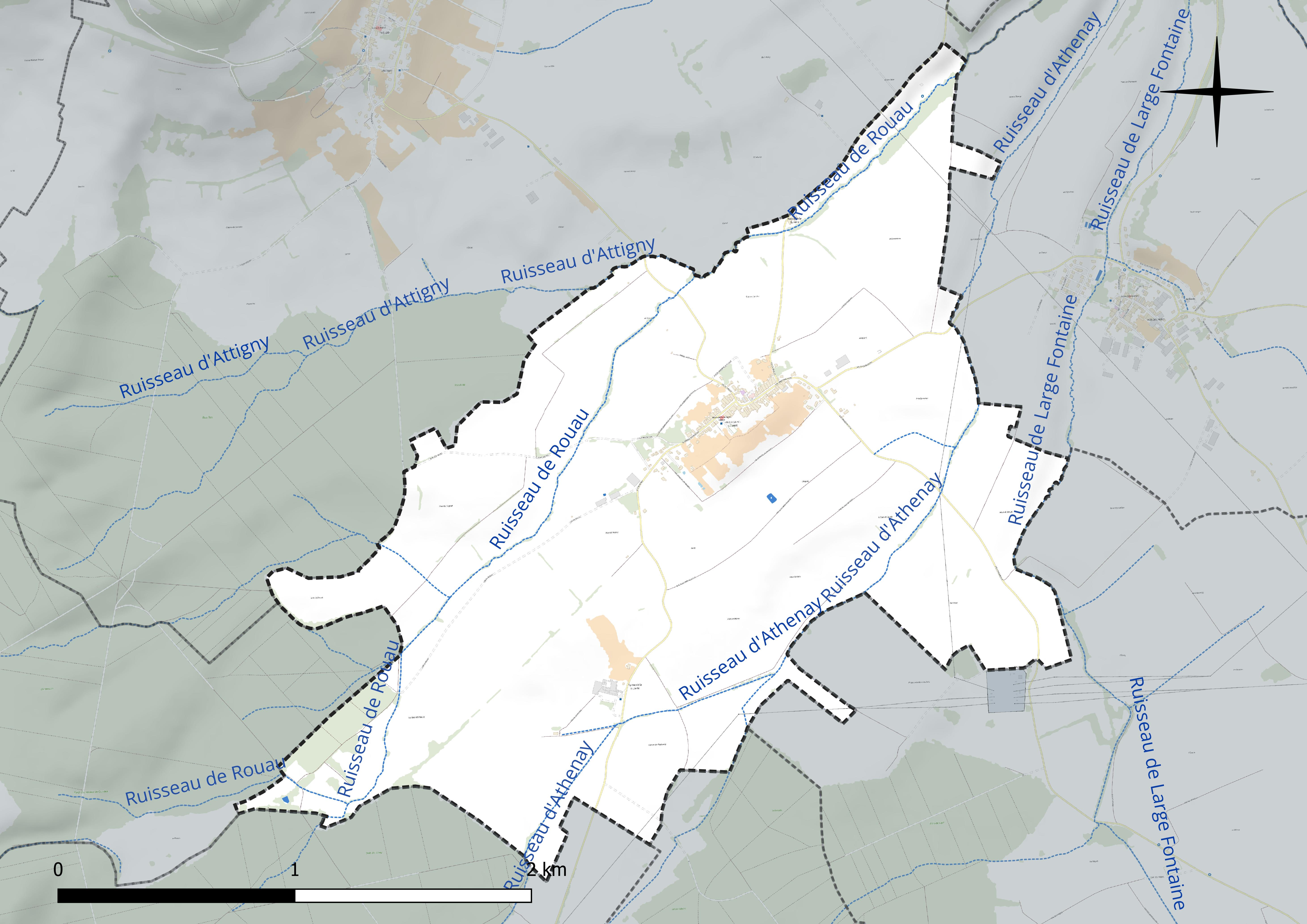
Réseau hydrographique de Parey-Saint-Césaire.

### Climat
Pour des articles plus généraux, voir Climat du Grand Est et Climat de Meurthe-et-Moselle.
En 2010, le climat de la commune est de type climat des marges montargnardes, selon une étude du Centre national de la recherche scientifique s'appuyant sur une série de données couvrant la période 1971-2000. En 2020, Météo-France publie une typologie des climats de la France métropolitaine dans laquelle la commune est dans une zone de transition entre le climat océanique altéré et le climat océanique altéré et est dans la région climatique  Lorraine, plateau de Langres, Morvan, caractérisée par un hiver rude (1,5 °C), des vents modérés et des brouillards fréquents en automne et hiver.
Pour la période 1971-2000, la température annuelle moyenne est de 9,5 °C, avec une amplitude thermique annuelle de 16,9 °C. Le cumul annuel moyen de précipitations est de 837 mm, avec 11,9 jours de précipitations en janvier et 9,4 jours en juillet. Pour la période 1991-2020, la température moyenne annuelle observée sur la station météorologique de Météo-France la plus proche, « Nancy-Ochey », sur la commune d'Ochey à 11 km à vol d'oiseau, est de 10,5 °C et le cumul annuel moyen de précipitations est de 810,4 mm. 
La température maximale relevée sur cette station est de 39,6 °C, atteinte le 25 juillet 2019 ; la température minimale est de −19,1 °C, atteinte le 12 janvier 1987,,.
Les paramètres climatiques de la commune ont été estimés pour le milieu du siècle (2041-2070) selon différents scénarios d'émission de gaz à effet de serre à partir des nouvelles projections climatiques de référence DRIAS-2020. Ils sont consultables sur un site dédié publié par Météo-France en novembre 2022.

## Urbanisme

### Typologie
Au 1er janvier 2024, Parey-Saint-Césaire est catégorisée commune rurale à habitat dispersé, selon la nouvelle grille communale de densité à sept niveaux définie par l'Insee en 2022.
Elle est située hors unité urbaine. Par ailleurs la commune fait partie de l'aire d'attraction de Nancy, dont elle est une commune de la couronne,. Cette aire, qui regroupe 353 communes, est catégorisée dans les aires de 200 000 à moins de 700 000 habitants,.

### Occupation des sols
L'occupation des sols de la commune, telle qu'elle ressort de la base de données européenne d’occupation biophysique des sols Corine Land Cover (CLC), est marquée par l'importance des territoires agricoles (93,8 % en 2018), en diminution par rapport à 1990 (98,4 %). La répartition détaillée en 2018 est la suivante : prairies (47,6 %), terres arables (46,1 %), zones urbanisées (4,7 %), forêts (1,6 %). L'évolution de l’occupation des sols de la commune et de ses infrastructures peut être observée sur les différentes représentations cartographiques du territoire : la carte de Cassini (XVIIIe siècle), la carte d'état-major (1820-1866) et les cartes ou photos aériennes de l'IGN pour la période actuelle (1950 à aujourd'hui).

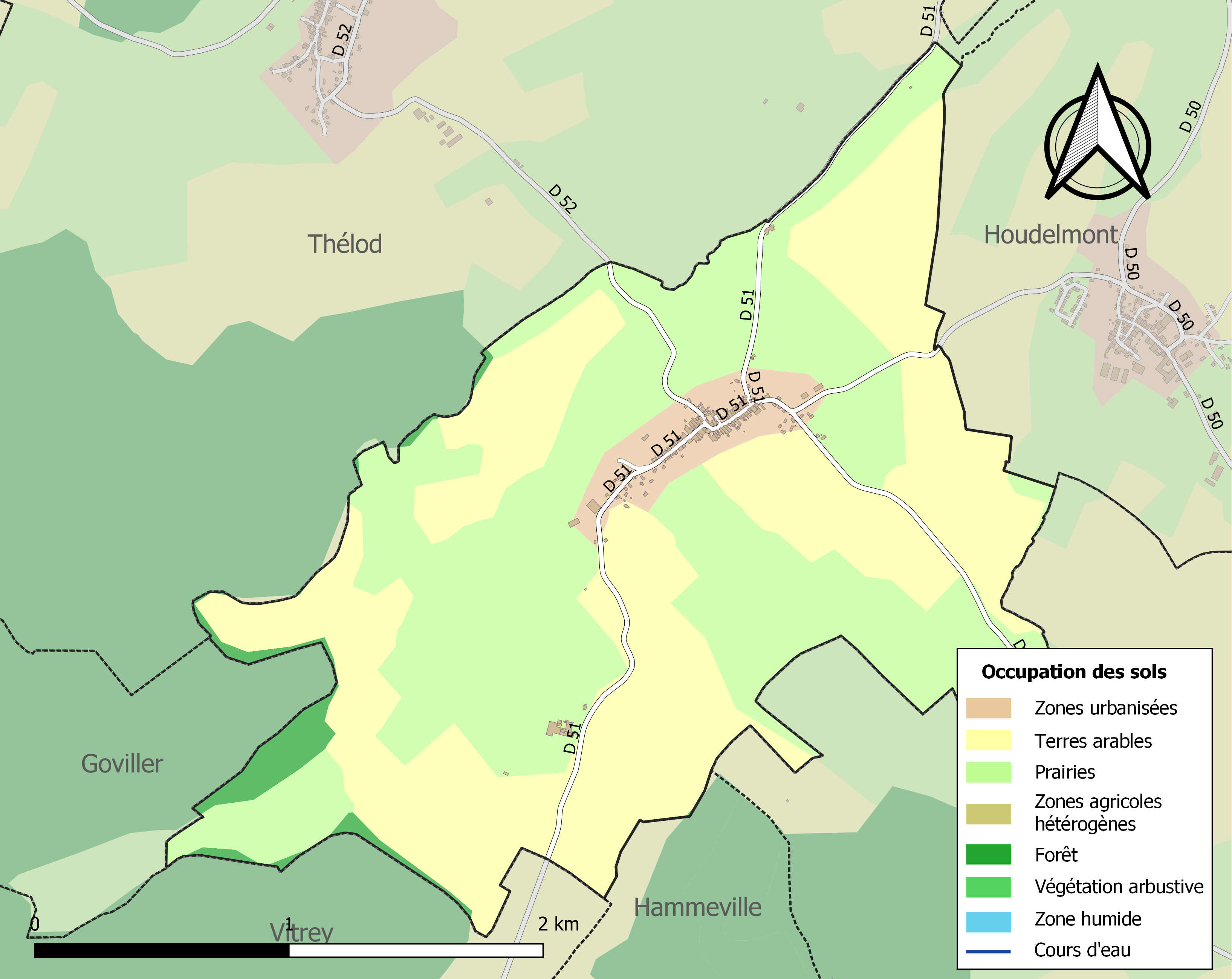
Carte des infrastructures et de l'occupation des sols de la commune en 2018 (CLC).

## Toponymie
Le nom de la localité est attesté sous les formes Pares (1220) ; Parel-Saint-Cesaire (1413) ; Parel (1408) ; Parey-Sainct-Sesaire (1427) ; Parel-Saint-Cesare (1487) ; Parel-Saint-Sezare (1500) ; Parelz-Sainct-Cezare (1550) ; Parey-Sainct-Cezaire (1573) ; Parel-Saint-Cezar (1600) ; Pareid-Saint-Cesar (1594) ; Au cours de la Révolution française, la commune porte le nom de Parey-la-Montagne.

Parey : latin paries, parietis, du vieux français perei , de l'oïl pareit, du français paroi, désigne  une muraille servant de clôture ou une paroi de rocher, un sommet ».
Saint-Césaire est un hagiotoponyme qui fait référence à un diacre martyr, Césaire de Terracina, le Saint patron de la commune.

## Histoire
- Présence gallo-romaine.

## Politique et administration
| Période                                  | Période                   | Identité                                       | Étiquette | Qualité                       |
| ---------------------------------------- | ------------------------- | ---------------------------------------------- | --------- | ----------------------------- |
| Les données manquantes sont à compléter. |                           |                                                |           |                               |
| mars 2001                                | mars 2008                 | André Thomas                                   |           |                               |
| mars 2008                                | En cours (au 26 mai 2020) | Jacques Mangin, Réélu pour le mandat 2020-2026 |           | Ancien agriculteur exploitant |

## Population et société

### Démographie
L'évolution du nombre d'habitants est connue à travers les recensements de la population effectués dans la commune depuis 1793. Pour les communes de moins de 10 000 habitants, une enquête de recensement portant sur toute la population est réalisée tous les cinq ans, les populations de référence des années intermédiaires étant quant à elles estimées par interpolation ou extrapolation. Pour la commune, le premier recensement exhaustif entrant dans le cadre du nouveau dispositif a été réalisé en 2005.

En 2022, la commune comptait 245 habitants, en évolution de +0,41 % par rapport à 2016 (Meurthe-et-Moselle : −0,13 %, France hors Mayotte : +2,11 %).
| 1793 | 1800 | 1806 | 1821 | 1831 | 1836 | 1841 | 1846 | 1851 |
| ---- | ---- | ---- | ---- | ---- | ---- | ---- | ---- | ---- |
| 319  | 338  | 389  | 349  | 385  | 403  | 397  | 411  | 396  |

| 1856 | 1861 | 1872 | 1876 | 1881 | 1886 | 1891 | 1896 | 1901 |
| ---- | ---- | ---- | ---- | ---- | ---- | ---- | ---- | ---- |
| 418  | 411  | 372  | 360  | 338  | 325  | 303  | 305  | 307  |

| 1906 | 1911 | 1921 | 1926 | 1931 | 1936 | 1946 | 1954 | 1962 |
| ---- | ---- | ---- | ---- | ---- | ---- | ---- | ---- | ---- |
| 288  | 262  | 240  | 245  | 244  | 238  | 230  | 197  | 200  |

| 1968 | 1975 | 1982 | 1990 | 1999 | 2005 | 2006 | 2010 | 2015 |
| ---- | ---- | ---- | ---- | ---- | ---- | ---- | ---- | ---- |
| 220  | 172  | 221  | 197  | 198  | 224  | 225  | 224  | 240  |

| 2020 | 2022 | - | - | - | - | - | - | - |
| ---- | ---- | - | - | - | - | - | - | - |
| 239  | 245  | - | - | - | - | - | - | - |

### Enseignement
- École primaire
- Association Au clair de la lune : ateliers musicaux pour enfants.

## Économie

### Entreprises et commerces
- Garage automobile, couvreur, sculpteur sur bois.

## Culture locale et patrimoine

### Lieux et monuments

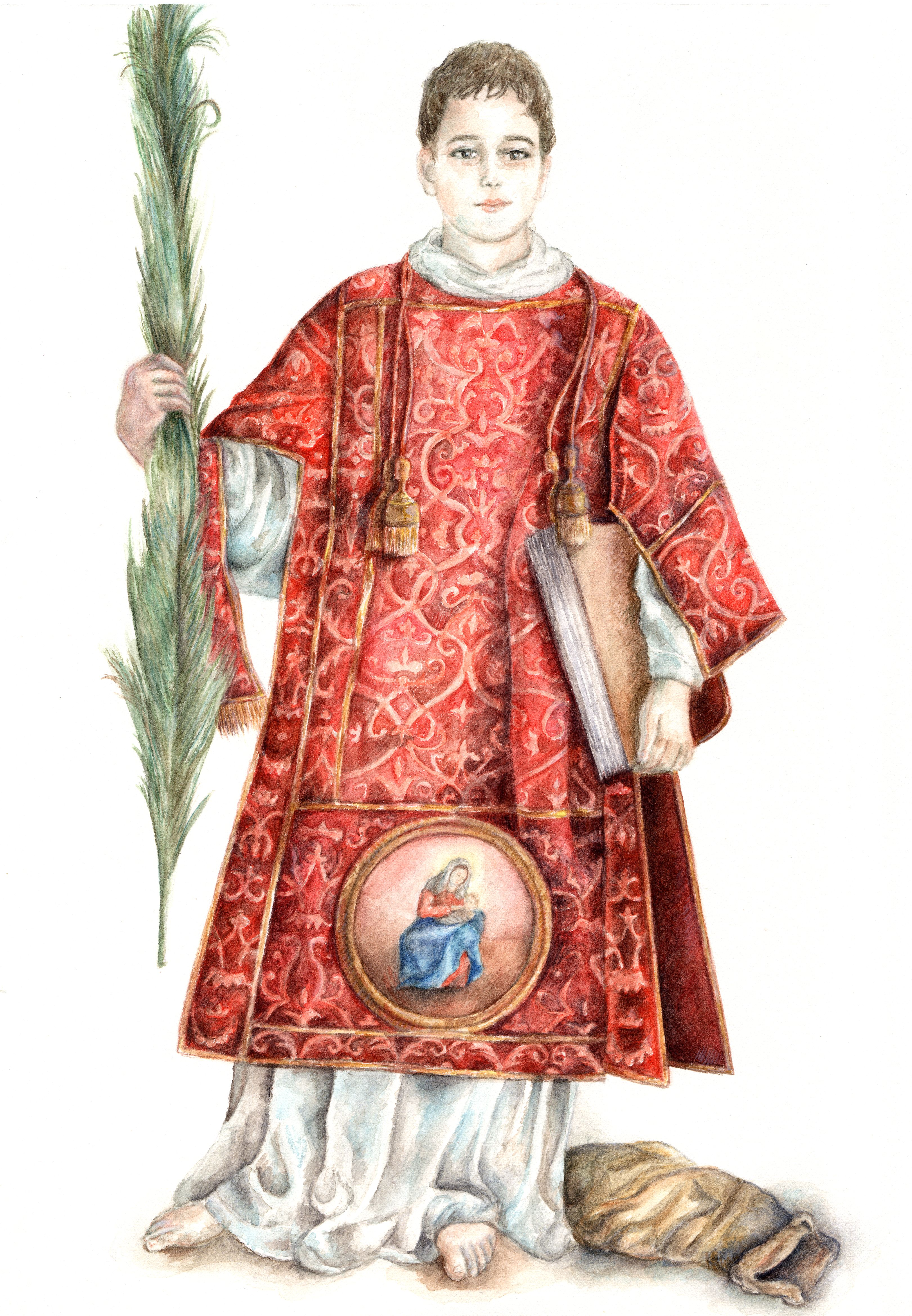
Saint Césaire, diacre et martyr de Terracina, patron de Parey-Saint-Césaire.

- Vestiges préhistoriques et antiques.
- Nombreuses maisons typiquement lorraines.
- Salle des fêtes.
- Église paroissiale Saint-Césaire précédée d'une tour porche romane à portail gothique. Le chœur est de la fin du XIIIe siècle ou du début du XIVe siècle ; la nef de la fin du XVe siècle ou du début du XVIe siècle conserve des éléments romans, en particulier deux fenêtres en plein-cintre bouchées dans les murs sud et nord ; la sacristie est du XVIIIe siècle. Le saint patron de la ville est saint Césaire diacre et martyr de Terracina.

Église Saint-Césaire
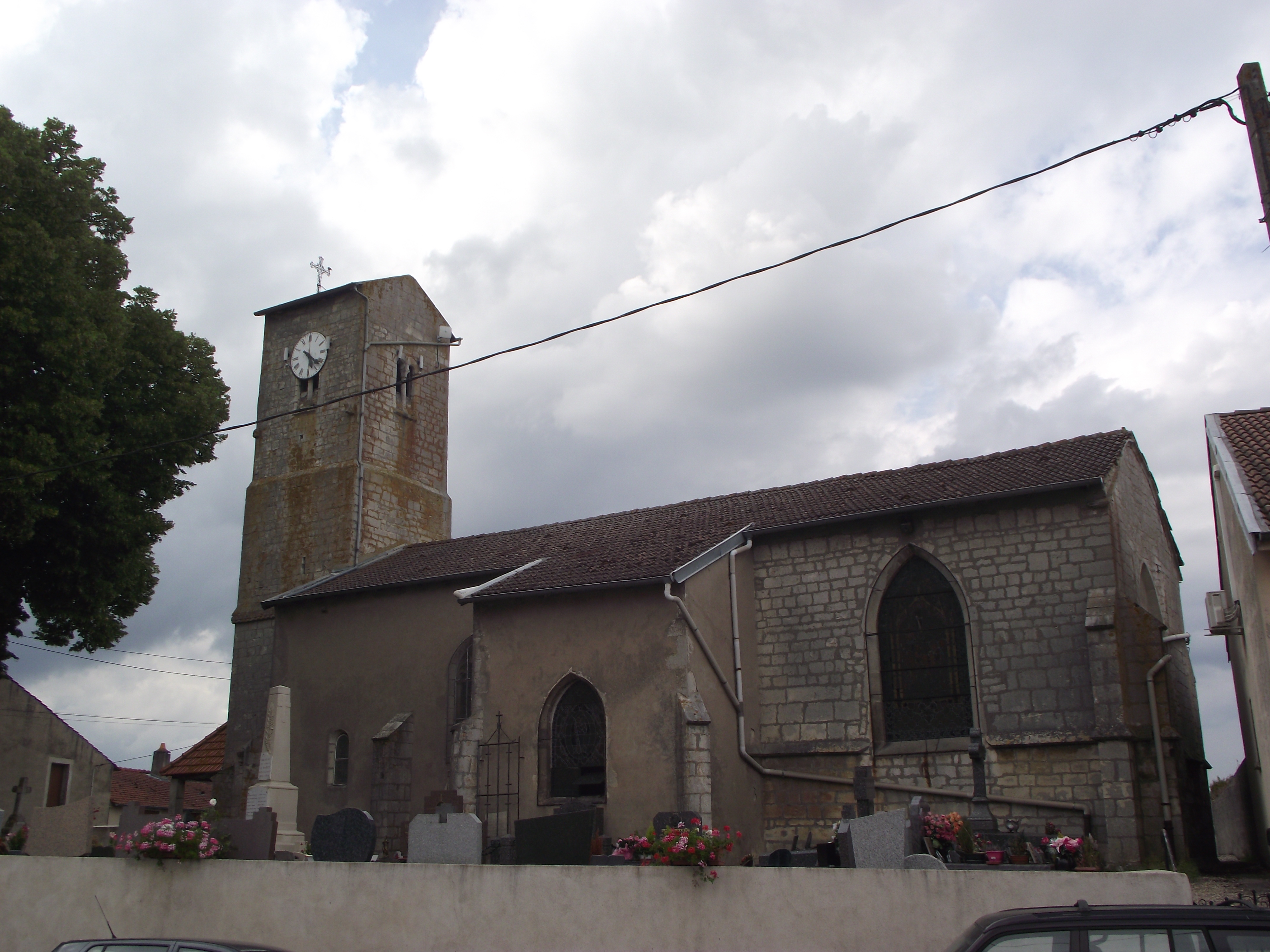
Vue de la route.
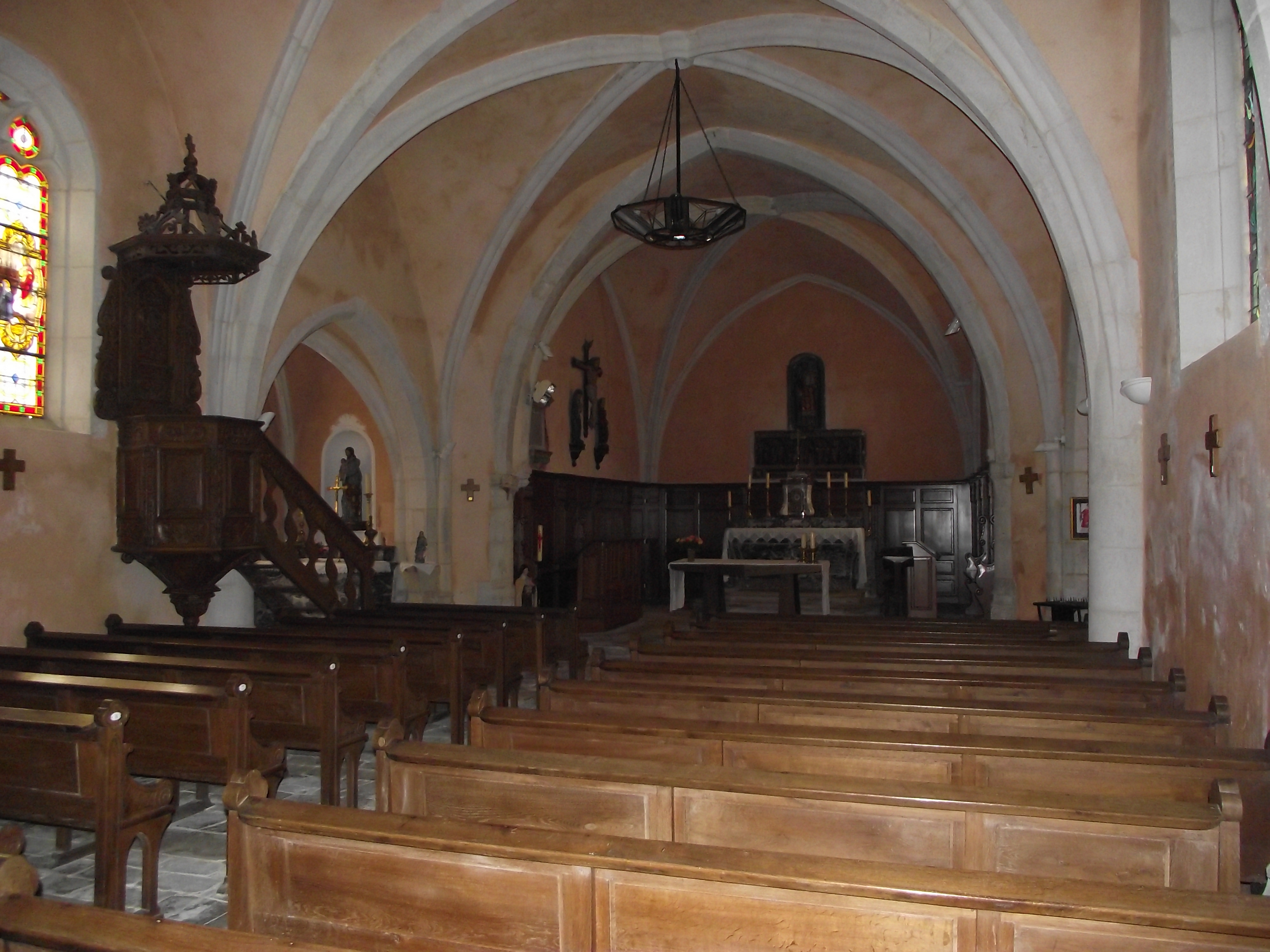
La nef, au fond le chœur.
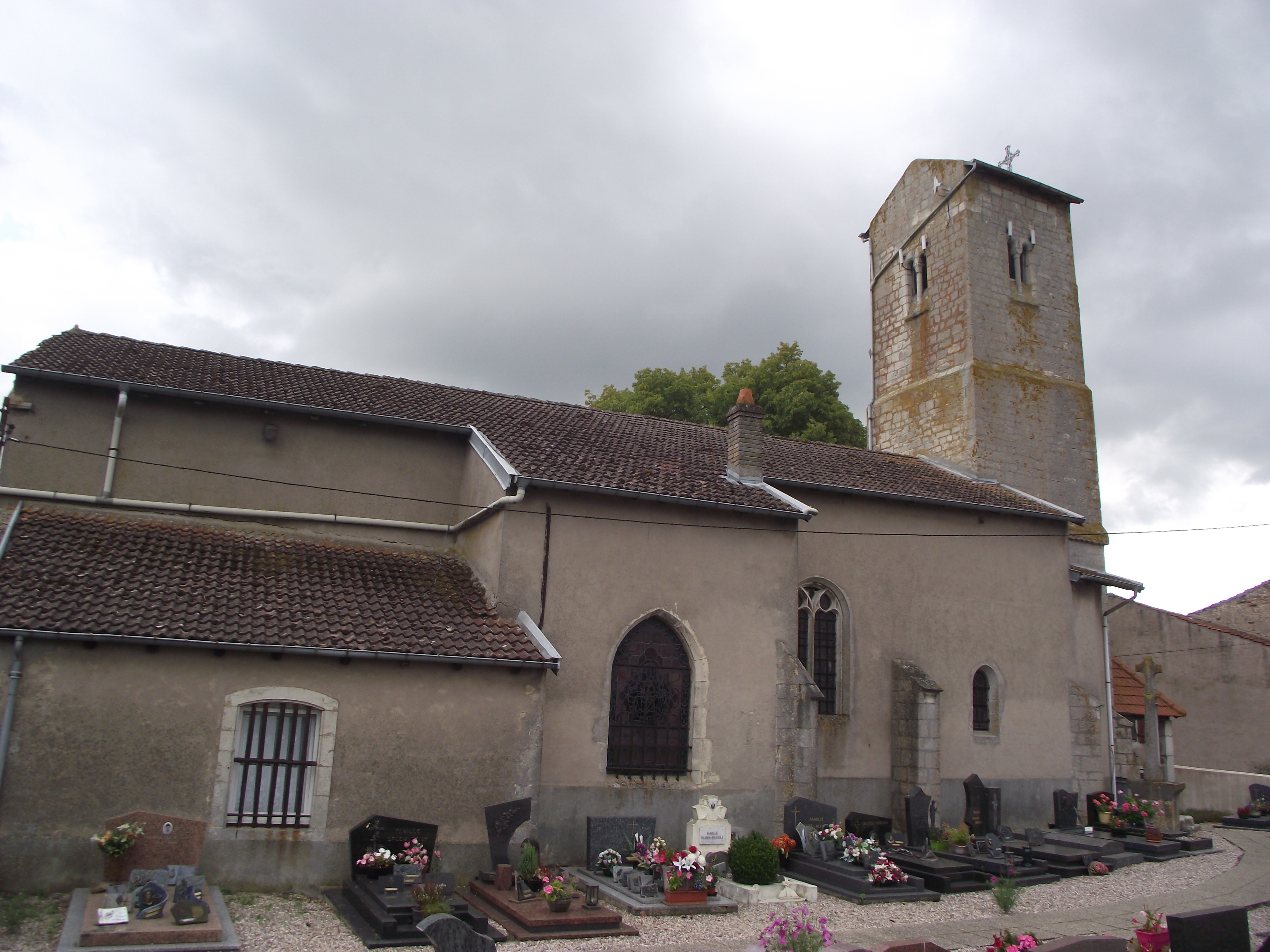
Côté gauche du porche et le cimetière.

### Personnalités liées à la commune
- Saint Césaire de Terracine.

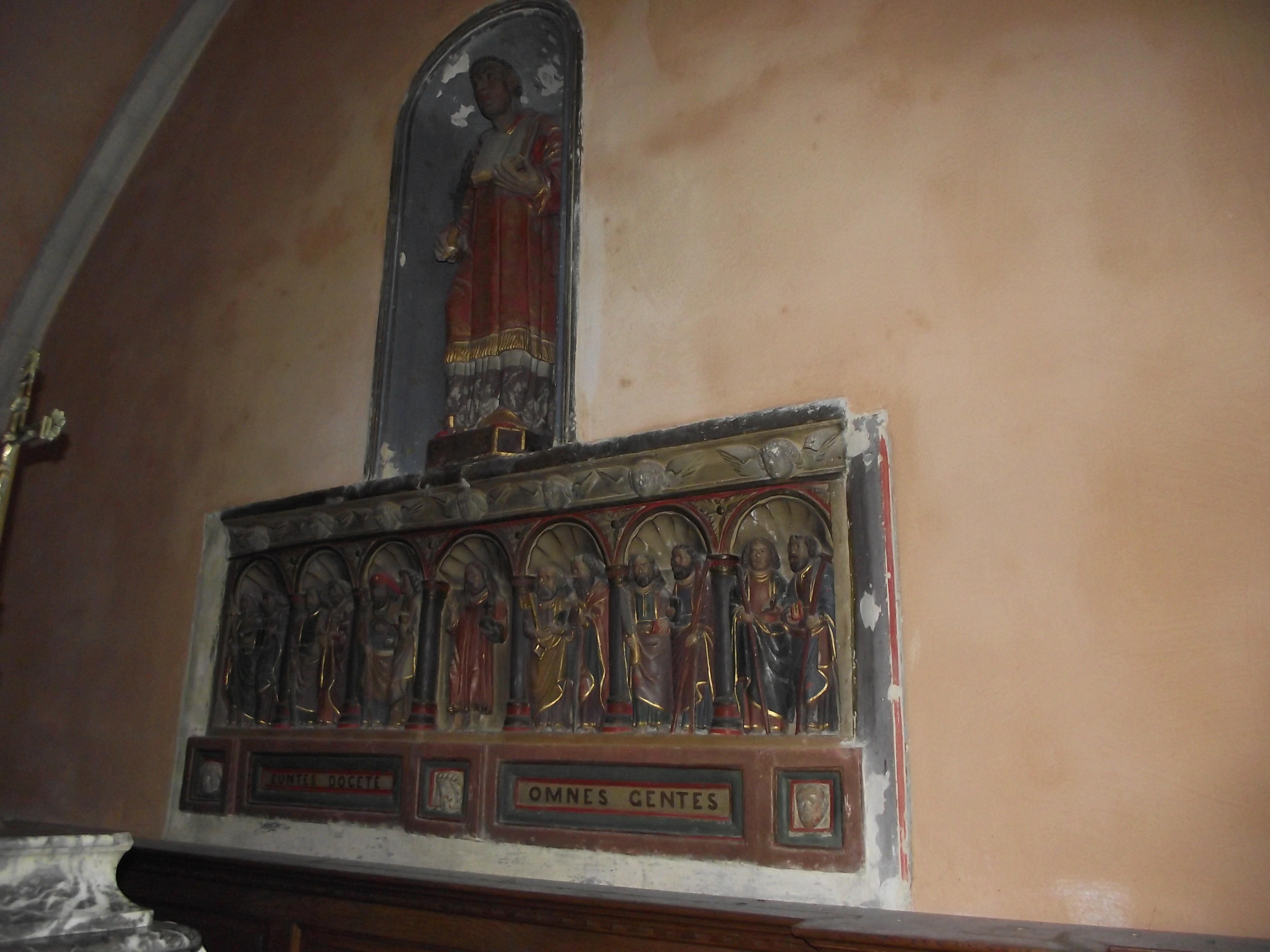
La statue de saint Césaire.
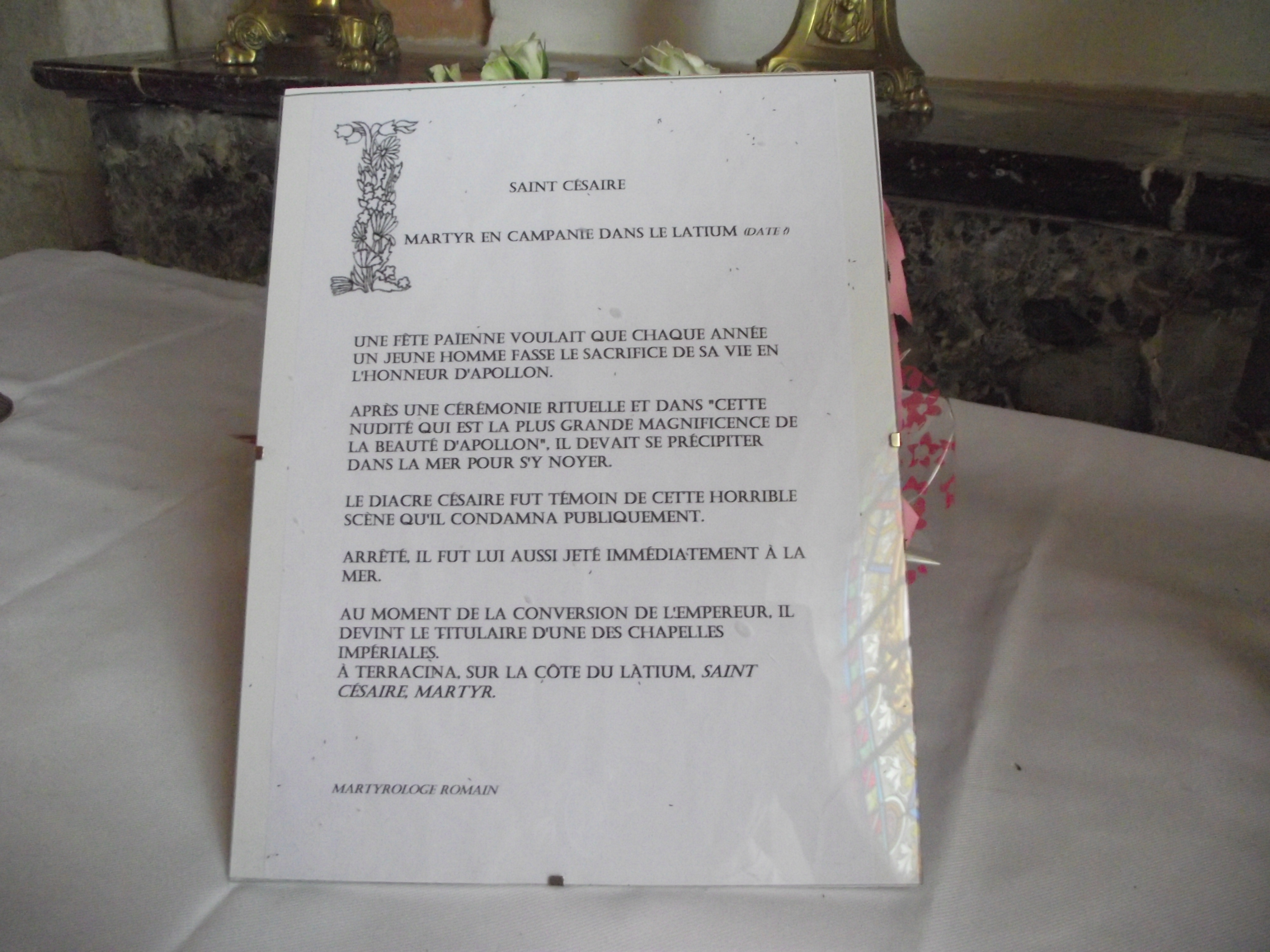
Histoire de saint Césaire martyre.

### Héraldique, logotype et devise
| Blason de Parey-Saint-Césaire | Blason  | Parti d'or à la bande de gueules chargée de trois alérions d'argent et burelé d'argent et de sable de dix pièces. |
| Blason de Parey-Saint-Césaire | Détails | Le village appartint au duc de Lorraine (les alérions) et au comte de Vaudémont (le burelé).                      |